# Разіна Світлана Альбертівна
Світлана Альбертівна Разіна (рос. Светлана Альбертовна Разина; нар. 23 червня 1962, Москва) — радянська і російська поп-співачка, композитор, екс-солістка радянсько-російської гурту «Міраж», лідер і вокалістка гурту «Фея».

## Біографія
Почала співати в Великому дитячому хорі Держтелерадіо СРСР під керуванням В. С. Попова. Після закінчення середньої школи вступає до Московського авіаційно-технологічного інституту імені К. Е. Ціолковського. Крім навчання стає учасницею кантрі-гурту «Родник». У цьому колективі Світлана незабаром стала основною солісткою. Після закінчення інституту, з дипломом інженера-технолога, Світлана починає працювати на заводі. У вільний час також тривала участь в гурті «Родник» .
У 1987 році стає солісткою гурту «Міраж». Виступала в основному складі гурту разом з Наталією Гулькиною . Після відходу Гулькіної з гурту, продовжила працювати з Наталією Ветлицькою  і Інною Смирновою. Автор пісень гурту «Міраж» - «Новий герой», «Я не жартую», «Де я», «Чумацький шлях».
У 1988 році, працюючи в гурті «Міраж», спільно з художнім керівником і поетом групи Валерієм Соколовим бере участь як автор текстів і співачка в запису дебютного альбому клавішника гурту Роми Жукова «Пил мрії». Зокрема, пише тексти до пісень «Нічна даль» і «Ніхто не в силах мені допомогти» (муз. Р. Жуков), а також записує дві пісні для альбому у власному виконанні: «Мій шлях» (муз. Р. Жуков, сл. С. Разіна) і «Вечір» (муз. Р. Жуков, сл. В. Соколов).
У середини 1988 року С. Разіна залишає «Міраж» разом з Валерієм Соколовим, заснувавши проект «Фея». Склад гурту на той момент: Світлана Разіна - вокал, клавіші; Андрій Козедуб - клавіші (музикант одного з перших складів «Міража»); Микола Юров - гітара і Катерина Садова - клавіші. До кінця 1988 року гурт «Фея» випускає дебютний альбом «Наша музика» . У 1990 році на Мелодії виходить платівка «Гурт Фея» (каталожний номер С62 29361 007) з чотирма піснями: «Принцеса мрії», «Наша музика», «Зоряна ніч», «Вечір» . У 1990 році виходить другий альбом «Мій вітер». Валерій Соколов запросив до «Феї» танцювальний гурт «Біт-майстер» Олександра Сизова (склад: Вадим Ігнатьєв, Микита Коробов і сам Сизов) і другу солістку Інну Смирнову (екс-учасниця гурту «Міраж»), яка виконувала пісні «Випав сніг» і «Наша музика». З'явилися новий барабанщик Дмитро Морозов, клавішник Володимир Воленко (згодом - соліст «Божої корівки») і аранжувальник Вадим Володін. «Фея» перетворюється в своєрідну студію, в якій записуються такі гурти, як «Комісар» і «Стелла».
У 1994 році Світлана Разіна починає сольну кар'єру . У 1995 році виходить альбом «Я бажанням здаюсь» з піснями, записаними з 1993 по 1995 рік. У 1998 році виходить альбом «Подзвони сама» і два відеокліпи - «Нічний мисливець» і «Кам'яний лев» . З композицією «Шоколадні дівчинки» з цього альбому Світлана брала участь в телеверсії фестивалю «Звукова доріжка» в 1998 році. У 2002 році виходить альбом «Демон» в який включені старі і нові композиції. В цьому ж році Світлана Разіна бере участь у першому фестивалі радіостанції Авторадіо «Дискотека 80-х» який відбувся 29 листопада 2002 року в Москві в Лужниках. У 2004 році Світлана Разіна знову бере участь у фестивалі радіостанції Авторадіо «Дискотека 80-х» який пройшов в Москві 11 грудня 2004 року в с/к «Олімпійський» і в Санкт-Петербурзі.
У 2008 році виходить альбом «Музика нас зв'язала» і збірник «Grand Collection», що включають популярні композиції. Також починає працювати інтернет-сайт співачки.
У 2009 році вийшла в світ книга Разіною «Музика нас зв'язала. Всі таємниці Міража». У книзі присутні спогади і невідомі подробиці минулого гурту, а також вірші Світлани Разіною і Валерія Соколова . У цьому ж році виходить відеокліп на пісню «Свєта» . 25 вересня 2009 року  в  театрі естради Москви відбувся ювілейний концерт Світлани Разіною «Музика нас зв'язала». У березні 2010 року концерт виходить на DVD.[джерело не вказане 2524 дні]
15 січня 2011 року Світлана знову стає солісткою гурту «Міраж», приєднавшись до дуету з Маргаритою Суханкіною замість у Наталії Гулькіної . 14 квітня 2011 року виходить сольний альбом Світлани «Хто вона». У листопаді 2011 року Світлана в складі гурту «Міраж» взяла участь в черговому фестивалі Авторадіо «Дискотека 80-х» який пройшов в Москві 26 листопада 2011 року та 27 листопада в Санкт-Петербурзі. 25 грудня 2011 року на офіційному сайті Світлани Разіною з'явилося повідомлення про те, що вона покинула гурт «Міраж»  .
24 березня 2012 року в ТК « Горбушкін двір » відбувся концерт-презентація відеокліпу на пісню «Радіо НАХ». У червні 2012 року відбулася серія спільних виступів Наталії Гулькіної і Світлани Разіною з виконанням дуетних композицій.
Восени 2012 року Світлана пред'явила позов до своєї колишньої колеги Маргарити Суханкіної і редакції тижневика « Собеседник », посилаючись на те, що Суханкіна в інтерв'ю тижневику розповсюдила відомості про зловживання співачкою алкоголем, які не відповідають дійсності і порочать честь і гідність Світлани. Суд першої інстанції був виграний частково. 22 квітня 2013 року Московським міським судом було переглянуто судове рішення, в результаті Разіна виграла суд  .
2014 рік Світлана починає з прем'єри кліпу «Музика нас зв'язала». 15 лютого 2014 року в ТК «Горбушкін двір» відбувся концерт-презентація відеокліпу на пісню «Музика нас зв'язала», презентації книги «Жінці вірити не можна» і сольного альбому під тією ж назвою. 25 листопада 2014 року в «Emporio Cafe» Світлана Разіна презентувала відразу три кліпи: «Жінці вірити не можна», «Музика нас зв'язала-2» і «Perfecto Amor»  . З 2015 року Світлана продовжує свою концертну діяльність і випускає два відеокліпи - «Музика мрій» і «Зірка з минулого», де є автором тексту, музики і режисером. Влітку 2017 року виходять дві пісні - «Гноми» і «Шанс».

## Дискографія[1]

### У складі гурту «Фея»
- 1989 - Наша музика (магнітоальбом, в 2020 році був перевиданий на LP і CD лейблом «Maschina Records»)
- 1990 - Принцеса мрії (Мелодія, С62 29361 007, записи 1989р)
- 1990 - Мій вітер (магнітоальбом)
- 2002 - Демон (Music Attack)

### Сольна творчість
- 1993 - Ти будеш мій ( «Русское снабжение» спільно з «Майстер Звук» - Записи 1988-1993 років)
- 1995 - Я бажанням здаюся (ZeKo Records)
- 1997 - Маленький секрет любові (Mega Records)
- 1998 - Подзвони сама (Jeff Records)
- 1998 - Я люблю Світлану Разіну (Jeff Records)
- 2002 - Мені це подобається (Music Attack)
- 2002 - Демон (Music Attack)
- 2003 - Шедеври естради (Моноліт)
- 2004 - Любовний Настрій (Нікітін)
- 2008 - Музика нас зв'язала (Квадро Диск)
- 2008 - Grand Collection (Квадро Диск)
- 2011 - Хто вона? (Квадро Диск)
- 2014 - Жінці вірити не можна! (Квадро Диск, United Music Group)
- 2019 - Зірка з минулого (Квадро Диск, United Music Group)

### На збірниках
- 2006 - Міраж 18 років.1 і 2 частини

### У дуеті з Наталією Гулькіною
- 2012 - Жінці вірити не можна (сингл, авт. С. Разіна)
- 2012 - Лети мрія (сингл, авт. Н. Гулькина)

### У складі гурту «Фея»[1]
- 1989 - Вечір
- 1989 - Мода
- 1989 - Принцеса мрії
- 1990 - Демон

### У складі гурту «S'tatu'S»
- 2010 - Музика-танці [12]
- 2011 - Білий герой [13]

### Соло[1]
- 1995 - Не проводжай
- 1996 - Кам'яний лев
- 1998 - Нічний мисливець
- 1998 - Подзвони сама
- 2000 - Настає ніч
- 2005 - Плакати
- 2007 - Світу
- 2008 - Де я
- 2010 - Maestra (спільно з Хуліо Фернандесом)
- 2011 - Venus
- 2011 - Батьківщина
- 2012 - Радіо нах
- 2014 - Музика нас зв'язала (Нас не розлучать) [11]
- 2014  - Жінці вірити не можна (спільно з Сергієм Ченської)
- 2014  - Perfecto Amor
- 2015 - Музика мрій (спільно з Максимом Вільним)
- 2015 - Зірка з минулого [14]
- 2017 - Гноми [15]